# Manuella Kalili
Manuella Kalili, född 2 november 1912 i Honolulu, död 14 september 1969 i Honolulu, var en amerikansk simmare.
Kalili blev olympisk silvermedaljör på 4 x 200 meter frisim vid sommarspelen 1932 i Los Angeles.